# SDガンダム GGENERATION-F
『SDガンダム GGENERATION-F』（エスディーガンダム ジージェネレーション-エフ）は、バンダイより2000年8月3日に発売されたPlayStation用ゲームソフト。
限定版の「LIMITED EDITION」には、RX-78-2 SDガンダムプラモデル、V作戦 特製バインダー、歴代ガンダム設定資料集、年表型カレンダー、特製カードホルダーを同梱。
2001年5月2日にはアペンドディスクに相当するSDガンダム GGENERATION-F.I.F』（エスディーガンダム ジージェネレーション-エフイフ）が発売された。
本項では『SDガンダム GGENERATION-F.I.F』についても併せて解説する。

## 内容
前作『SDガンダム GGENERATION-ZERO』のシチュエーションモードは本作ではマルチシチュエーションモードと名を変え、テレビシリーズ第1作『機動戦士ガンダム』から『機動新世紀ガンダムX』までの任意の作品ごとのシナリオを選択できるようになり、20作品113ステージが用意されている。そのため、当時作品化されていなかった一年戦争開戦時のステージは無くなり、作品数が増えたことで前作までに比べると原作再現が簡略化された作品もある。
『機動戦士ガンダム 閃光のハサウェイ』をはじめとする小説や『機動戦士ガンダム ダブルフェイク』などの漫画といった非映像作品が多数登場し、登場作品38、登場ユニット数は1,000体以上と、まさにこれまでの全てのガンダムシリーズが勢揃いしたような内容になっている。特に『クロスボーン・ガンダム』は本作の発売後にガンプラ化され、他のゲーム作品にも登場するようになった（声優も本作準拠）。なお、『∀』はそれ以外の作品シナリオを全てクリアした後にシナリオがプレイ可能になるが1ステージしか用意されず、機体やキャラクターも多くが収録されているものの、これらはマルチシチュエーションモードのシナリオには一切登場しない。
新たに追加されたシステムとしては、1体の敵を同一グループの機体と共に攻撃する支援攻撃や、パイロットを必要とせず（ただし、テンションは常に普通）マップ兵器「バグ」の攻撃を無効化できるモビルドールシステム、入力すると機体の生産やキャラクターレンタルが可能になるパスワード「黒歴史コード」（同時期に発売された『CARDGAME』の各種カードに記載されていた）、出場するキャラクターと機体を1体選択して10体の敵とバトルロイヤルを行い、優勝するとキャピタルとオプションパーツを獲得できるミニゲーム「ガンダムファイトモード」などがある。システム面では全体的に『ZERO』からの基本的な変更点は少なく、演出面の強化に重点を置いている。なお、前2作と異なり廉価版は発売されていないが、非売品の懸賞品として、「講談社8誌連合企画 特別版」が存在する。
この特別版の通常版との差異は以下の通り。
- タイトル画面に並ぶ機体が通常版は右からウイングガンダムゼロ（Endless Waltz版）、Ζガンダム、ガンダム、∀ガンダム、ゴッドガンダムだが、特別版は右から武者ターンエーガンダム、パーフェクトガンダム、ガンダム、ガンダムジェミナス01、騎士ガンダムとなっている
- 隠しシナリオの∀ガンダムも含め全ステージがクリア済になっているため自由にステージ選択ができる
- ステージクリアに伴い生産可能な戦艦や埋まるプロフィール、レンタルできる原作キャラはすでに条件を満たした状態になっている。本来は全ステージクリア特典の、過去作のムービーを鑑賞できる「黒歴史の閲覧」モードも解放されている（視聴には対応する過去作のディスクが必要）
- Gジェネレーションオリジナルキャラクター64人全員が加入済で開始できる

グラフィック面でνガンダムのフィン・ファンネルの折りたたみ方が表裏逆（『F.I.F』で修正）、ガンダムXのサテライトキャノンの前後が逆などのミスがあった。
本作では原画家に重田敦司（『閃光のハサウェイ』や『クロスボーン・ガンダム』のキャラクターグラフィックやカットインを担当）、土器手司やときた洸一、作画監督に逢坂浩司（『G』のキャラクターグラフィックやカットインを担当）や川元利浩など、ガンダムシリーズのアニメ作品などに古くから参加しているスタッフを起用している。
同梱されている「PREMIUM DISC」には初代『GGENERATION』や『ZERO』のCMやCGムービー、『機動戦士ガンダム』のPVや『GATHER BEAT』のオリジナルMSファイル、『GCENTURY』の流れを汲む『SDガンダム GGENERATION Action Version』（エスディーガンダム ジージェネレーション アクションバージョン、ヴァンガード開発）が収録されている。『Action Version』はPocketStationとワンダーウェーブを介した赤外線通信により、『GATHER BEAT』とデータ互換が可能で、『GATHER BEAT』をクリアしているデータだった場合シナリオが変化。ゼクス、ガトー、ケリィを仲間に出来る等クリア後の追加シナリオが楽しむ事が出来る。なお、ストーリー変化させてしまった場合のデータは『GATHER BEAT』に戻すことが出来るが、そのデータは送ることが出来なくなっている。

## 登場人物・機体
登場声優の扱い
- ガイアは、TV版で同役を演じた政宗一成に変更された。

### 登場作品
- 機動戦士ガンダム
  - 機動戦士ガンダムI
  - 機動戦士ガンダムII 哀・戦士
  - 機動戦士ガンダムIII めぐりあい宇宙
- 機動戦士ガンダム 第08MS小隊
- 機動戦士ガンダム外伝
- 機動戦士ガンダム外伝 コロニーの落ちた地で…
- 機動戦士ガンダム0080 ポケットの中の戦争
- 機動戦士ガンダム0083 STARDUST MEMORY
- 機動戦士Ζガンダム
- ガンダム・センチネル
- 機動戦士ガンダムΖΖ
- 機動戦士ガンダム 逆襲のシャア
- 機動戦士ガンダム 閃光のハサウェイ
- 機動戦士ガンダムF90[注 1]
- 機動戦士ガンダム シルエットフォーミュラ91
- 機動戦士ガンダムF91
- 機動戦士クロスボーン・ガンダム
- 機動戦士Vガンダム
- 機動武闘伝Gガンダム
- 新機動戦記ガンダムW
- 新機動戦記ガンダムW G-UNIT
- 新機動戦記ガンダムW Endless Waltz
- 機動新世紀ガンダムX
- ∀ガンダム
- プラモ狂四郎
- モビルスーツ・バリエーション[注 2]
- MS-X
- Ζ-MSV[注 2]
- ΖΖ-MSV[注 2]
- 機動戦士ガンダム ダブルフェイク[注 3]
- CCA-MSV[注 2]
- 新機動戦記ガンダムW BATTLEFIELD OF PACIFIST
- SDガンダム GGENERATION ギャザービート
- 機動戦士ガンダム MSジェネレーション
- 機動戦士ガンダム CROSS DIMENSION 0079
- ガンダム・ザ・バトルマスター
- 機動戦士ガンダム ギレンの野望
- GUNDAM WEAPONS
- SDガンダムワールド ガチャポン戦士 スクランブルウォーズ
- SDガンダムGX
- SDガンダム英雄伝
- SDガンダム ムシャジェネレーション
- GUNDAM TACTICS MOBILITY FLEET0079

## 評価
ファンキキは、2023年に「ふたまん+」に寄せた記事の中で、膨大な参戦機体数に加え、『機動戦士ガンダム外伝 コロニーの落ちた地で…』といったゲーム作品の追体験シナリオから、当時としては画期的なファンサービスだったと評している。その一方でファンキキは当時発売された多くのPlayStation用ソフトと同様にロード時間が長かった点などを問題点として挙げている。また、ファンキキは「起動用のディスク1を入れた後、別のディスクに入れ替える」という手順の煩雑さも指摘しており、これが他機種への移植の障壁になっているのではないかと分析している。
Yostarの代表取締役社長の李衡達が2024年のインタビューで語ったところによると、中国のガンダムファンの間で本作の評価が高いという。
電撃オンラインの米澤崇史は本作をシリーズの完成形といってもいいほどファンから評価が高いとし、原作の要素をなるべく詰めようとするスタッフのこだわりにより、知らない作品でも物語のあらすじやキャラクターを理解できると評している。

### 後世への影響
2025年のテレビアニメ『機動戦士Gundam GQuuuuuuX』で主題歌を担当した米津玄師は、本作でガンダムシリーズの物語を知ったと同年のインタビューの中で語っている。

## SDガンダム GGENERATION-F.I.F
『SDガンダム GGENERATION-F.I.F』（エスディーガンダム ジージェネレーション-エフイフ）は、2001年5月2日に発売されたPlayStation用ゲームソフトで、『F』のアペンドディスクに相当し、『F』のセーブデータがそのまま使用できるが、本作単体でもプレイは可能。
シチュエーションモードに代わって登場したスーパーチャレンジモードでは、系統や特徴を限定した機体のみが登場するステージ、特定のキャラクターのみが登場するステージ（例：敵が女性キャラクターばかりのステージ）、特定の作品をモチーフとしたステージ（例として『X』の第七次宇宙戦争をモチーフにしたステージ）、全作品の主要キャラクターが一堂に登場するステージなど、多様な内容の計10ステージが収録されている。
その他、『F』のガンダムファイトモードの難易度と賞品がパワーアップしたガンダムファイトEX、「第13独立部隊」や「歴代ガンダムチーム」といった特定のテーマで構成されたスペシャルセーブデータをダウンロードできたり機体性能やキャラクター能力の変更、専用機を生産できるカスタマイズルーム、戦闘アニメーションのシチュエーションを設定して観戦できるバトルシミュレーター、『F』のユニットの未登録状況を確認できるパーフェクトプロフィールやマップ兵器デモ、『F』のシナリオ中で使われたCGなどを鑑賞できるCGギャラリーや、テーマ別に作られた新規ムービーや過去作のムービー（視聴には対応するディスクが必要）を鑑賞できるムービーコレクションなどが搭載されている。